# 二階堂神社
二階堂神社（にかいどうじんじゃ）は、福島県須賀川市の須賀川城址に鎮座する神社。城主の二階堂氏を祀る。
「日本三大火祭り」と称される毎年11月の「松明あかし」の御神火はこの神社で採火され、須賀川市内を巡り、会場の翠ヶ丘公園へ運ばれる。境内の大ケヤキは須賀川市天然記念物に指定されている。

## 交通
- JR東日本 東北本線 須賀川駅（車で約6分）
- 東北自動車道須賀川IC（車で約10分）